# Grzybówka oliwkowoostrzowa

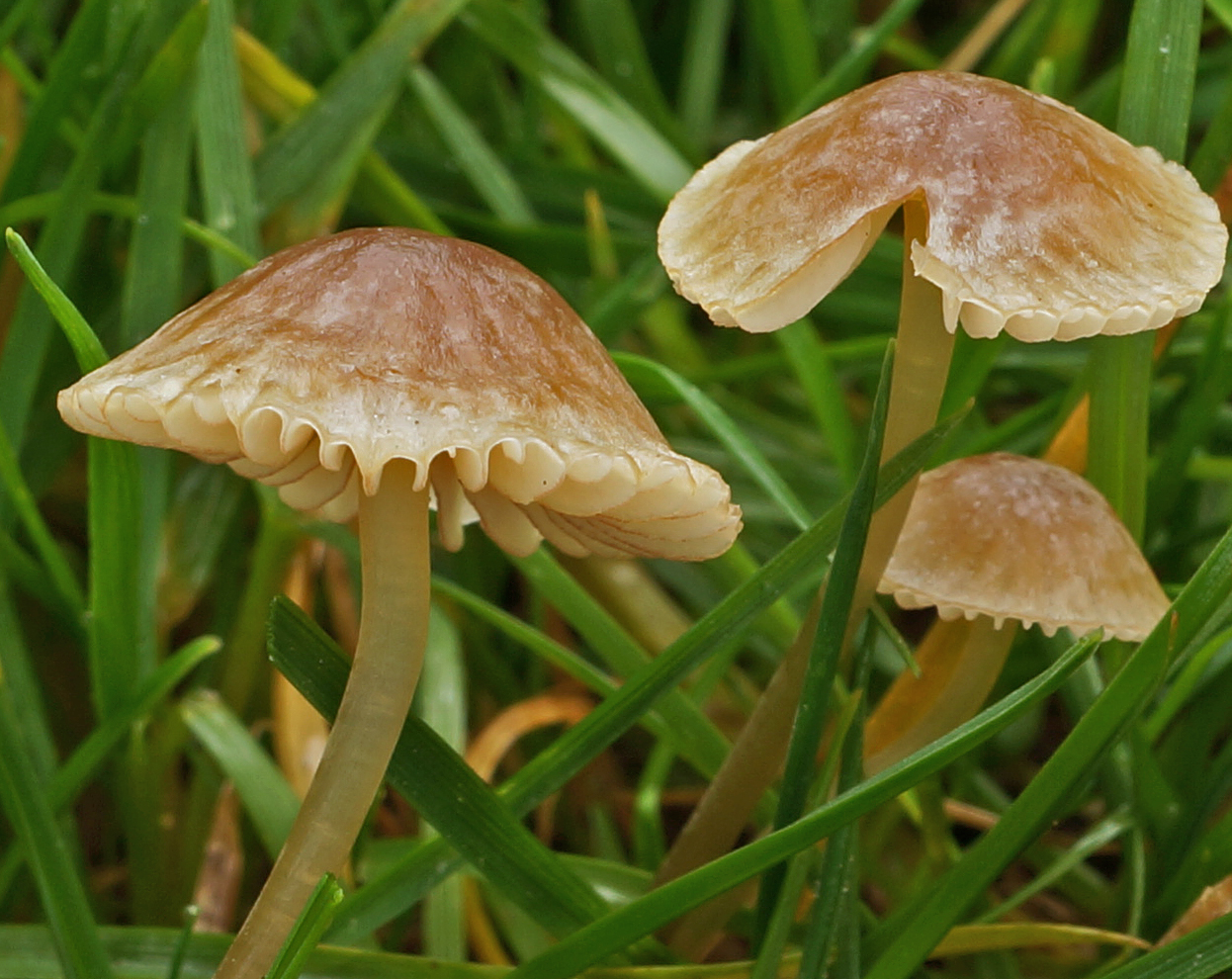

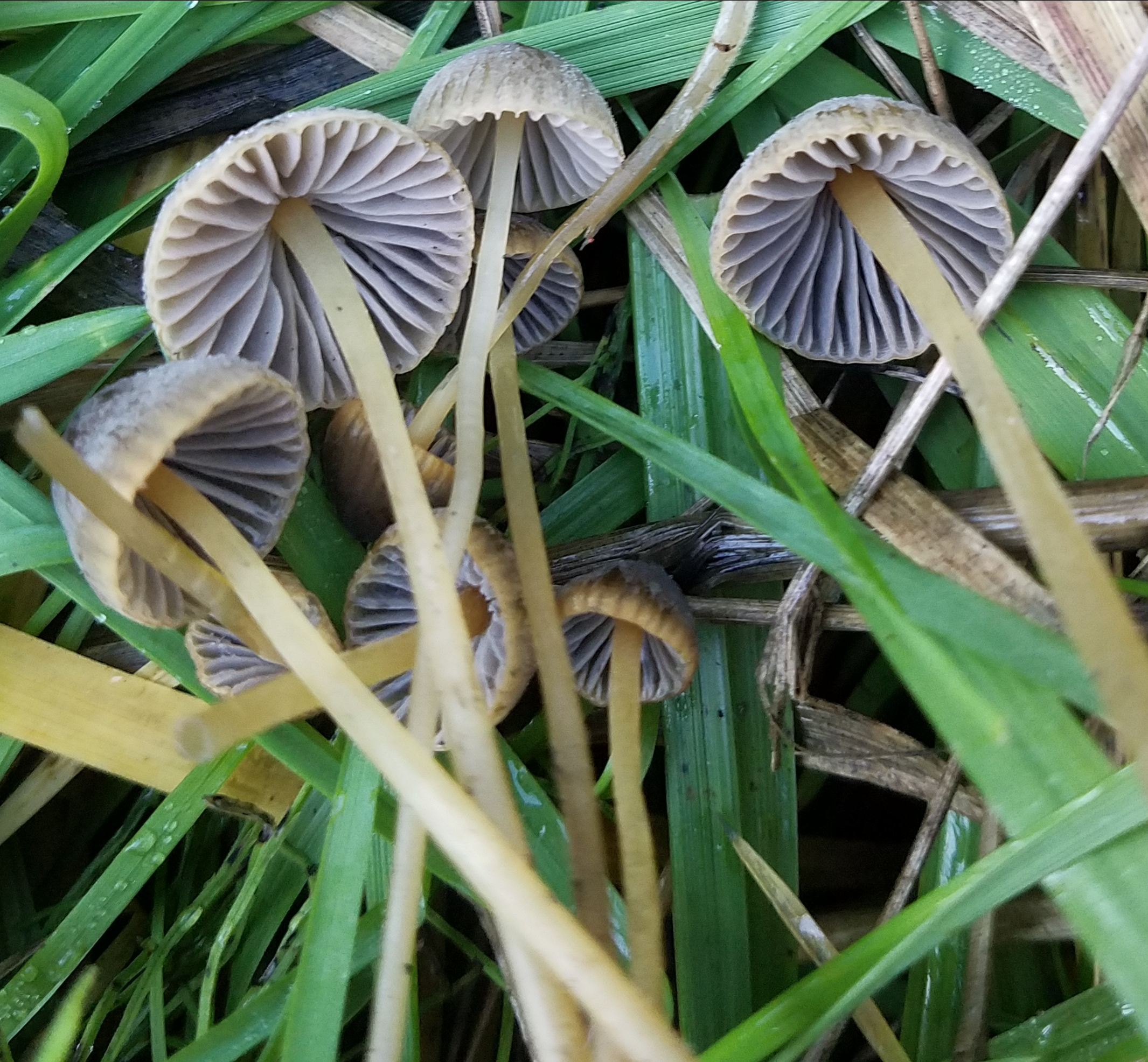

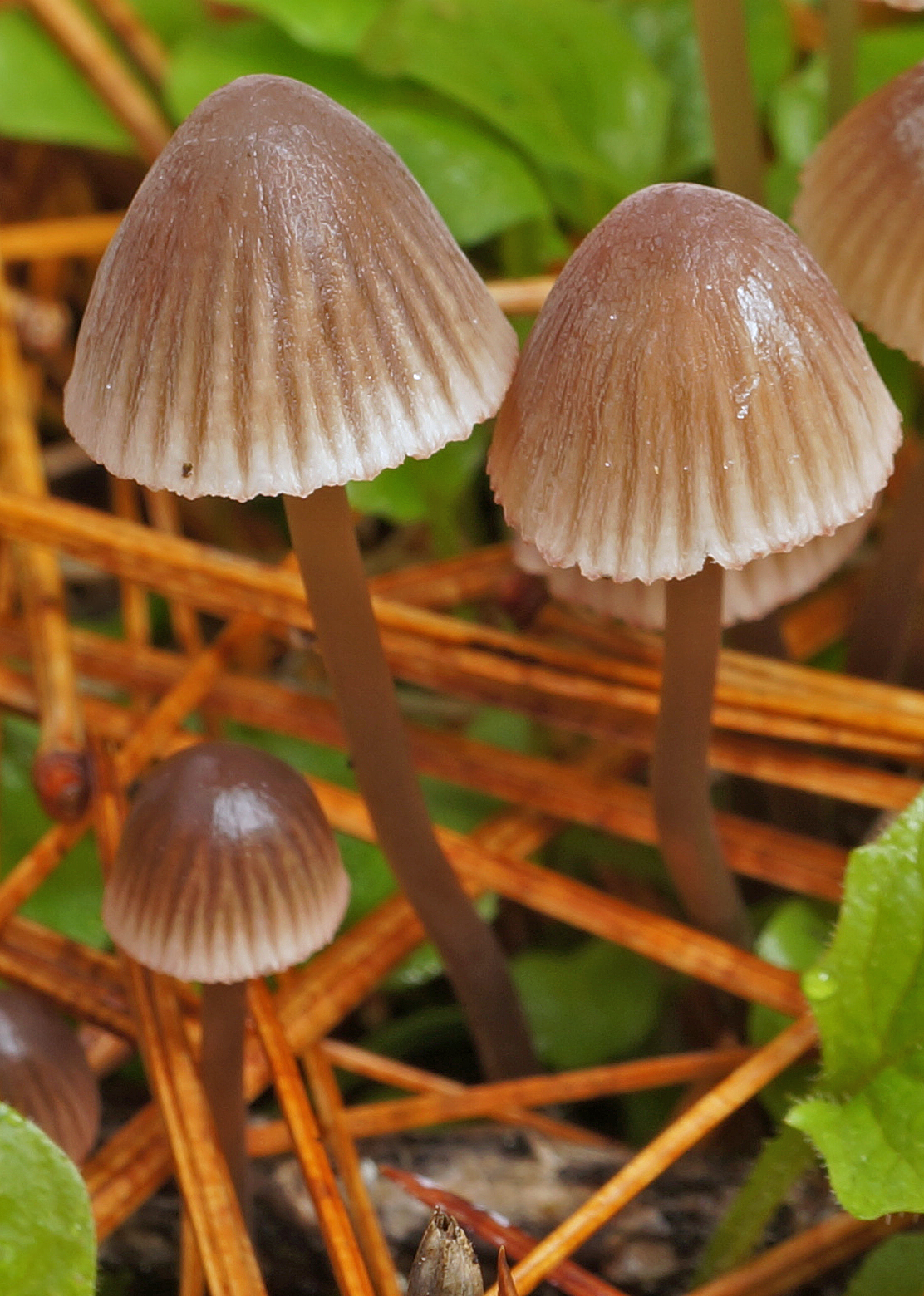

Grzybówka oliwkowoostrzowa (Mycena olivaceomarginata (Massee) Massee) – gatunek grzybów z rodziny grzybówkowatych (Mycenaceae).

## Systematyka i nazewnictwo
Pozycja w klasyfikacji według Index Fungorum: Mycena, Mycenaceae, Agaricales, Agaricomycetidae, Agaricomycetes, Agaricomycotina, Basidiomycota, Fungi.
Takson ten opisał w 1890 r. George Edward Massee nadając mu nazwę Agaricus  olivaceomarginatus. W 1893 r. ten sam autor przeniósł go do rodzaju Mycena.
Synonimy:

- Mycena avenacea var. contraria Arnolds 1982
- Mycena avenacea var. olivaceomarginata (Massee) Rea 1922
- Mycena avenacea var. roseofusca Kühner 1938
- Mycena avenacea var. thymicola (Velen.) Kühner 1938
- Mycena brunneomarginata Kühner 1938
- Mycena olivaceomarginata f. alba E. Ludw. 2012
- Mycena olivaceomarginata f. armeniaca E. Ludw. 2012
- Mycena olivaceomarginata f. contraria (Arnolds) Maas Geest. 1986
- Mycena olivaceomarginata f. lutea Robich 2016
- Mycena olivaceomarginata f. roseofusca (Kühner) Maas Geest. 1986
- Mycena olivaceomarginata f. thymicola (Velen.) Maas Geest 1986
- Mycena roseofusca (Kühner) Bon 1972
- Mycena thymicola Velen. 1920

Maria Lisiewska w 1987 r. nadała mu polską nazwę grzybówka fałdowana lub grzybówka owsiana. Nazwę grzybówka oliwkowoostrzowa zaproponował Władysław Wojewoda w 2003 r.

## Morfologia
Kapelusz
Średnica 5–20 mm, kształt stożkowy lub paraboliczny, promieniście bruzdowany i półprzeźroczyście prążkowany. Jest higrofaniczny, Powierzchnia jedwabista, nieco śliska, o barwie od szarawej do szaro-brązowej lub ciemnobrązowej, często z odcieniem żółtawym, oliwkowym, na środku z odcieniem różowawym lub czerwonawym.
Blaszki
W liczbie 13–20 dochodzących do trzonu, brzuchate, wąsko przyrośnięte, o barwie od białawej do szarej lub oliwkowoszarej. Ostrza żółtawobrązowe,  różowofioletowe lub czerwonawo-brązowe, czasami nie zabarwione lub nieco zabarwione tylko przy samej krawędzi kapelusza.
Trzon
Wysokość 20–80 mm, grubość 1–2 mm, pusty w środku, prosty. Powierzchnia na wierzchołku oprószona, niżej naga, biaława, bladoszara lub na wierzchołku  oliwkowożółta, stopniowo w kierunku podstawy ciemniejąca do szaro-brązowej. Czasem podstawa jest ciemnobrązowa, gęsto pokryta długimi, białymi włókienkami.
Miąższ
Bez zapachu, lub o lekkim zapachu amoniaku.
Cechy mikroskopowe
Podstawki 24–40 × 7–11 µm, maczugowate, 4-zarodnikowe (czasami 2-zarodnikowe), ze sterygmami o długości 3–7 µm. Zarodniki 9,5–11,5 × 4,5–6,5 µm, pipetowate, gładkie, amyloidalne. Cheilocystydy 30–80 × 98–20 µm z czerwonawo-brązową zawartością, tworzące sterylne pasmo wrzecionowate lub nieco nieregularne, z długimi lub krótkimi szypułkami, gładkie lub pokryte nielicznymi, raczej grubymi naroślami o wymiarach do 27 × 2–3,5 μm. Pleurocystyd brak. Trama blaszek dekstrynoidalna, w odczynniku Melzera brązowawa. Strzępki włosków kapelusza o szerokości 2–4,5 µm, pokryte prostymi lub bardzo rozgałęzionymi wyrostkami o wymiarach 2,5–30 × 1–2 μm, tworzące gęste masy. Strzępki warstwy korowej trzonu o szerokości 2–3,5 µm, słabo pokryte cylindrycznymi, prostymi lub zakrzywionymi naroślami 2–5,5 × 1,5–2,5 μm, komórki końcowe rzadko widoczne, uchyłkowe, nie nabrzmiałe. Sprzążki występują w strzępkach wszystkich części grzyba.

## Występowanie i siedlisko
Występuje w Ameryce Północnej, Europie i na Nowej Zelandii. Władysław Wojewoda w zestawieniu grzybów wielkoowocnikowych Polski w 2003 r. przytacza liczne stanowiska, ale z uwagą, że gatunek ten jest rzadki. Bardziej aktualne stanowiska podaje internetowy atlas grzybów. Grzybówka oliwkowoostrzowa znajduje się na Czerwonej liście roślin i grzybów Polski. Ma status R – gatunek potencjalnie zagrożony z powodu ograniczonego zasięgu geograficznego i małych obszarów siedliskowych.
Grzyb saprotroficzny. Występuje w lasach iglastych i mieszanych, na polanach, parkach, na przydrożach i obrzeżach lasów. Rozwija się na martwych resztkach roślin, na igliwiu, ściółce leśnej, w trawie. Owocniki od lata do jesieni.

## Gatunki podobne
Grzybówka oliwkowoostrzowa jest gatunkiem bardzo zmiennym, który może występować w wielu formach ubarwienia. Pomimo dużej różnorodności barw jej identyfikacja w terenie zwykle jednak jest łatwa. Podobna grzybówka cytrynowoostrzowa (M. citrinomarginata) występuje w lasach, ale wydaje się, że nie występuje na suchych murawach, na których najczęściej występuje M. olivaceomarginata,  jest ogólnie jaśniejsza i bardziej żółta, a ostrza jej blaszek są cytrynowożółte do białawych. U M. citrinomarginata strzępki warstwy korowej trzonu są uchyłkowe, podczas gdy u M. olivaceomarginata są gładkie lub słabo pokryte naroślami. Długie włoski na trzonie, często spotykane u M. citrinomarginata, nigdy nie były obserwowane u M. olivaceomarginata.